# Dureza Vickers

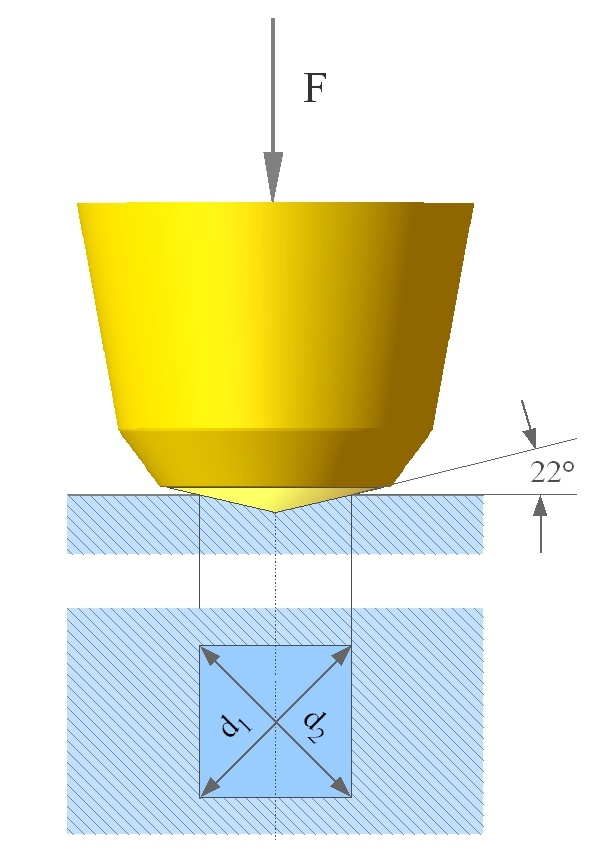
Penetrador Vickers

Dureza Vickers é um método de classificação da dureza dos materiais baseada num ensaio laboratorial. Neste método, é usada uma pirâmide de diamante com ângulo de diedro de 136º formada por diamante que é comprimida, com uma força arbitrária "F", contra a superfície do material. Calcula-se a área "A" da superfície impressa pela medição das suas diagonais.
A dureza Vickers HV é dada por:
{\displaystyle HV={\frac {F}{A}}={\frac {2\cdot F\cdot \sin {\frac {136^{\circ }}{2}}}{d^{2}}}\approx 1{,}8544{\frac {F}{d^{2}}}}
no qual
{\displaystyle d={\frac {d_{h}+d_{v}}{2}}}
O método é baseado no princípio de que as impressões provocadas pelo penetrador possuem similaridade geométrica, independentemente da carga aplicada. Assim, cargas de diversas magnitudes são aplicadas na superfície plana da amostra, dependendo da dureza a ser medida. O Número Vickers (HV) é então determinado pela razão entre a carga (kgf) e a área superficial da impressão (mm²). Por ser dependente da área a escala Vickers varia rapidamente quando comparada a Rockwell, por exemplo: 68 HRC~940 HV e 60 HRC~697 HV.
Este método foi desenvolvido no início da década de 1925 como uma alternativa ao Brinell. Uma das grandes vantagens é que os cálculos da dureza não dependem das dimensões do penetrador. 
O mesmo penetrador pode ser usado nos ensaios de diversos materiais, independentemente da dureza. Além disso, esta é uma das escalas mais amplas entre as usadas para medição de dureza e pode ser utilizada para todos os metais, com uma grande precisão de medida.
A grande vantagem deste método é a pequena impressão deixada, sendo que este procedimento é utilizado em ensaios de micro e nano-dureza, na qual é possível analisar cerâmicas e finíssimas camadas de revestimento. As desvantagens são a necessidade de preparar a amostra previamente e o uso de um microscópio adequado.
Este ensaio é padronizado pelas normas ASTM E92 (Standard Test Method for Vickers Hardness and Knoop Hardness of metallic Materials) e ASTM E384 (Standard Test Method for microindentation Materials).
A conversão das escalas de dureza nem sempre é precisa e recomendada, tendo em vista a sua não linearidade: